# Ventosa (Ames)
Ventosa es una aldea española situada en la parroquia de Cobas, del municipio de Ames, en la provincia de La Coruña, Galicia.

## Demografía
| Gráfica de evolución demográfica de Ventosa entre 2000 y 2018 |
|                                                               |
| Datos según el nomenclátor publicado por el INE.              |